# Cyklistika na Letních olympijských hrách 1960
Cyklistické soutěže na Letních olympijských hrách v Římě.

## Silniční cyklistika

### Muži
| Kategorie                      | Zlato                                                                              | Stříbro                                                                                       | Bronz                                                                                      |
| ------------------------------ | ---------------------------------------------------------------------------------- | --------------------------------------------------------------------------------------------- | ------------------------------------------------------------------------------------------ |
| Muži závod s hromadným startem | Viktor Kapitonov · Sovětský svaz (URS)                                             | Livio Trapè · Itálie (ITA)                                                                    | Willy van den Berghen · Belgie (BEL)                                                       |
| Muži časovka družstev          | Itálie (ITA) · Livio Trapè · Antonio Bailetti · Ottavio Cogliati · Giacomo Fornoni | Tým sjednoceného Německa (EUA) · Gustav-Adolf Schur · Egon Adler · Erich Hagen · Günter Lörke | Sovětský svaz (URS) · Alexej Petrov · Viktor Kapitonov · Jevgenij Klevcov · Jurij Melichov |

## Dráhová cyklistika

### Muži
| Kategorie                | Zlato                                                                       | Stříbro                                                                                             | Bronz                                                                                        |
| ------------------------ | --------------------------------------------------------------------------- | --------------------------------------------------------------------------------------------------- | -------------------------------------------------------------------------------------------- |
| 1000 m s pevným startem  | Sante Gaiardoni · Itálie (ITA)                                              | Dieter Gieseler · Tým sjednoceného Německa (EUA)                                                    | Rostislav Vargaškin · Sovětský svaz (URS)                                                    |
| sprint (jednotlivci)     | Sante Gaiardoni · Itálie (ITA)                                              | Leo Sterckx · Belgie (BEL)                                                                          | Valentino Gasparella · Itálie (ITA)                                                          |
| stíhací závod (družstva) | Itálie (ITA) · Marino Vigna · Luigi Arienti · Franco Testa · Mario Vallotto | Tým sjednoceného Německa (EUA) · Siegfried Köhler · Bernd Barleben · Peter Gröning · Manfred Klieme | Sovětský svaz (URS) · Viktor Romanov · Arnold Belgardt · Leonid Kolumbet · Stanislav Moskvin |
| tandem                   | Itálie (ITA) · Giuseppe Beghetto · Sergio Bianchetto                        | Tým sjednoceného Německa (EUA) · Jürgen Simon · Lothar Stäber                                       | Sovětský svaz (URS) · Vladimir Leonov · Boris Vasiljev                                       |

## Přehled medailí
| Pořadí | Země                     | Zlato | Stříbro | Bronz | Celkově |
| ------ | ------------------------ | ----- | ------- | ----- | ------- |
| 1.     | Itálie                   | 5     | 1       | 1     | 7       |
| 2.     | Sovětský svaz            | 1     | 0       | 4     | 5       |
| 3.     | Tým sjednoceného Německa | 0     | 4       | 0     | 4       |
| 4.     | Belgie                   | 0     | 1       | 1     | 2       |